# Supercopa Euroamericana 2015
La Supercopa Euroamericana 2015 fue la 1ª edición de la Supercopa Euroamericana, un torneo de fútbol de carácter oficial por la fifa en donde se enfrentaron River Plate, campeón de la Copa Sudamericana 2014, contra el Sevilla, campeón de la UEFA Europa League 2013-14.
El partido se disputó el 26 de marzo en el Estadio Monumental, en Buenos Aires. River Plate se consagró campeón tras vencer por 1 a 0 al equipo español, con gol de Juan Cruz Kaprof.

## Clubes clasificados
| Club Atlético River Plate |  | Bandera de Argentina |  | Campeón de la Copa Sudamericana (2014)     |
| Sevilla Fútbol Club       |  | Bandera de España    |  | Campeón de la UEFA Europa League (2013-14) |

## Reglamento
Tomando como base el reglamento de la Copa Suruga Bank, se dispuso que el torneo sea disputado a un solo encuentro de 90 minutos, ejerciendo localía el equipo sudamericano. En caso de empate, se procede a la definición por tiros desde el punto penal. Durante el encuentro, se pueden desarrollar hasta siete sustituciones por equipo.

## Partido
| 26 de marzo de 2015, 20:30 (UTC-3) | River Plate | 1:0 (0:0) | Sevilla | Estadio Monumental, Buenos Aires                            |                                                             |
|                                    | Kaprof 83'  | Reporte   |         | Asistencia: 54.000 espectadores Árbitro(s): Enrique Cáceres | Asistencia: 54.000 espectadores Árbitro(s): Enrique Cáceres |

| 33         | Guardameta     | Julio Chiarini      |     |
| 25         | Defensa        | Gabriel Mercado     | 46' |
| 24         | Defensa        | Emanuel Mammana     | 86' |
| 20         | Defensa        | Germán Pezzella     |     |
| 28         | Defensa        | Leandro Vega        |     |
| 14         | Centrocampista | Augusto Solari      |     |
| 23         | Centrocampista | Leonardo Ponzio     |     |
| 32         | Centrocampista | Sebastián Driussi   |     |
| 15         | Centrocampista | Leonardo Pisculichi | 87' |
| 31         | Delantero      | Lucas Boyé          |     |
| 29         | Delantero      | Giovanni Simeone    | 66' |
| Entrenador | Entrenador     | Marcelo Gallardo    |     |

| 29         | Guardameta     | Beto               | 46' |
| 3          | Defensa        | Fernando Navarro   |     |
| 21         | Defensa        | Nicolás Pareja     | 46' |
| 6          | Defensa        | Daniel Carriço     | 46' |
| 23         | Centrocampista | Coke               |     |
| 24         | Centrocampista | Alejandro Arribas  |     |
| 22         | Centrocampista | Aleix Vidal        |     |
| 37         | Centrocampista | Antonio Romero     | 46' |
| 10         | Centrocampista | José Antonio Reyes | 80' |
| 14         | Delantero      | Iago Aspas         |     |
| 7          | Delantero      | Kevin Gameiro      |     |
| Entrenador | Entrenador     | Unai Emery         |     |

| 42 | Guardameta     | Augusto Batalla  |     |
| 2  | Defensa        | Jonathan Maidana | 86' |
| 13 | Defensa        | Bruno Urribarri  |     |
| 4  | Centrocampista | Guido Rodríguez  | 87' |
| 30 | Centrocampista | Tomás Martínez   |     |
| 34 | Delantero      | Juan Cruz Kaprof | 46' |
| 7  | Delantero      | Rodrigo Mora     | 66' |

| 1  | Guardameta     | Mariano Barbosa        | 46' |
| 29 | Guardameta     | Sergio Rico            |     |
| 15 | Defensa        | Timothée Kolodziejczak | 46' |
| 5  | Defensa        | Diogo Figueiras        | 46' |
| 12 | Centrocampista | Vicente Iborra         | 46' |
| 38 | Centrocampista | Borja Lasso            | 80' |

| Anotado | 83' | Juan Cruz Kaprof | 1-0 |

| Amonestado | 26' | Gabriel Mercado  |
| Amonestado | 33' | Germán Pezzella  |
| Amonestado | 76' | Juan Cruz Kaprof |

| Amonestado | 21' | Nicolás Pareja    |
| Amonestado | 33' | Alejandro Arribas |
| Amonestado | 45' | Daniel Carriço    |
| Amonestado | 71' | Iborra            |
| Amonestado | 72' | Aleix Vidal       |
| Amonestado | 79' | Iago Aspas        |

| Árbitro             | Enrique Cáceres |
| Árbitros asistentes | Rodney Aquino   |
| Árbitros asistentes | Darío Gaona     |
| Cuarto Árbitro      | Germán Delfino  |

| 33         | Guardameta     | Julio Chiarini      |     |
| 25         | Defensa        | Gabriel Mercado     | 46' |
| 24         | Defensa        | Emanuel Mammana     | 86' |
| 20         | Defensa        | Germán Pezzella     |     |
| 28         | Defensa        | Leandro Vega        |     |
| 14         | Centrocampista | Augusto Solari      |     |
| 23         | Centrocampista | Leonardo Ponzio     |     |
| 32         | Centrocampista | Sebastián Driussi   |     |
| 15         | Centrocampista | Leonardo Pisculichi | 87' |
| 31         | Delantero      | Lucas Boyé          |     |
| 29         | Delantero      | Giovanni Simeone    | 66' |
| Entrenador | Entrenador     | Marcelo Gallardo    |     |

| 29         | Guardameta     | Beto               | 46' |
| 3          | Defensa        | Fernando Navarro   |     |
| 21         | Defensa        | Nicolás Pareja     | 46' |
| 6          | Defensa        | Daniel Carriço     | 46' |
| 23         | Centrocampista | Coke               |     |
| 24         | Centrocampista | Alejandro Arribas  |     |
| 22         | Centrocampista | Aleix Vidal        |     |
| 37         | Centrocampista | Antonio Romero     | 46' |
| 10         | Centrocampista | José Antonio Reyes | 80' |
| 14         | Delantero      | Iago Aspas         |     |
| 7          | Delantero      | Kevin Gameiro      |     |
| Entrenador | Entrenador     | Unai Emery         |     |

| 42 | Guardameta     | Augusto Batalla  |     |
| 2  | Defensa        | Jonathan Maidana | 86' |
| 13 | Defensa        | Bruno Urribarri  |     |
| 4  | Centrocampista | Guido Rodríguez  | 87' |
| 30 | Centrocampista | Tomás Martínez   |     |
| 34 | Delantero      | Juan Cruz Kaprof | 46' |
| 7  | Delantero      | Rodrigo Mora     | 66' |

| 1  | Guardameta     | Mariano Barbosa        | 46' |
| 29 | Guardameta     | Sergio Rico            |     |
| 15 | Defensa        | Timothée Kolodziejczak | 46' |
| 5  | Defensa        | Diogo Figueiras        | 46' |
| 12 | Centrocampista | Vicente Iborra         | 46' |
| 38 | Centrocampista | Borja Lasso            | 80' |

| Anotado | 83' | Juan Cruz Kaprof | 1-0 |

| Amonestado | 26' | Gabriel Mercado  |
| Amonestado | 33' | Germán Pezzella  |
| Amonestado | 76' | Juan Cruz Kaprof |

| Amonestado | 21' | Nicolás Pareja    |
| Amonestado | 33' | Alejandro Arribas |
| Amonestado | 45' | Daniel Carriço    |
| Amonestado | 71' | Iborra            |
| Amonestado | 72' | Aleix Vidal       |
| Amonestado | 79' | Iago Aspas        |

| Árbitro             | Enrique Cáceres |
| Árbitros asistentes | Rodney Aquino   |
| Árbitros asistentes | Darío Gaona     |
| Cuarto Árbitro      | Germán Delfino  |

| Estadísticas       | River Plate | Sevilla |
| ------------------ | ----------- | ------- |
| Tiros              | 16          | 6       |
| Tiros al arco      | 6           | 3       |
| Tiros al palo      | 2           | 0       |
| Faltas             | 16          | 12      |
| Tiros de esquina   | 5           | 1       |
| Posesión del balón | 56          | 44      |
| Penales            | 0           | 0       |
| Fueras de juego    | 2           | 1       |

|                       |
| Bandera de Argentina  |
| River Plate 1° título |